# Hemholmen Ab

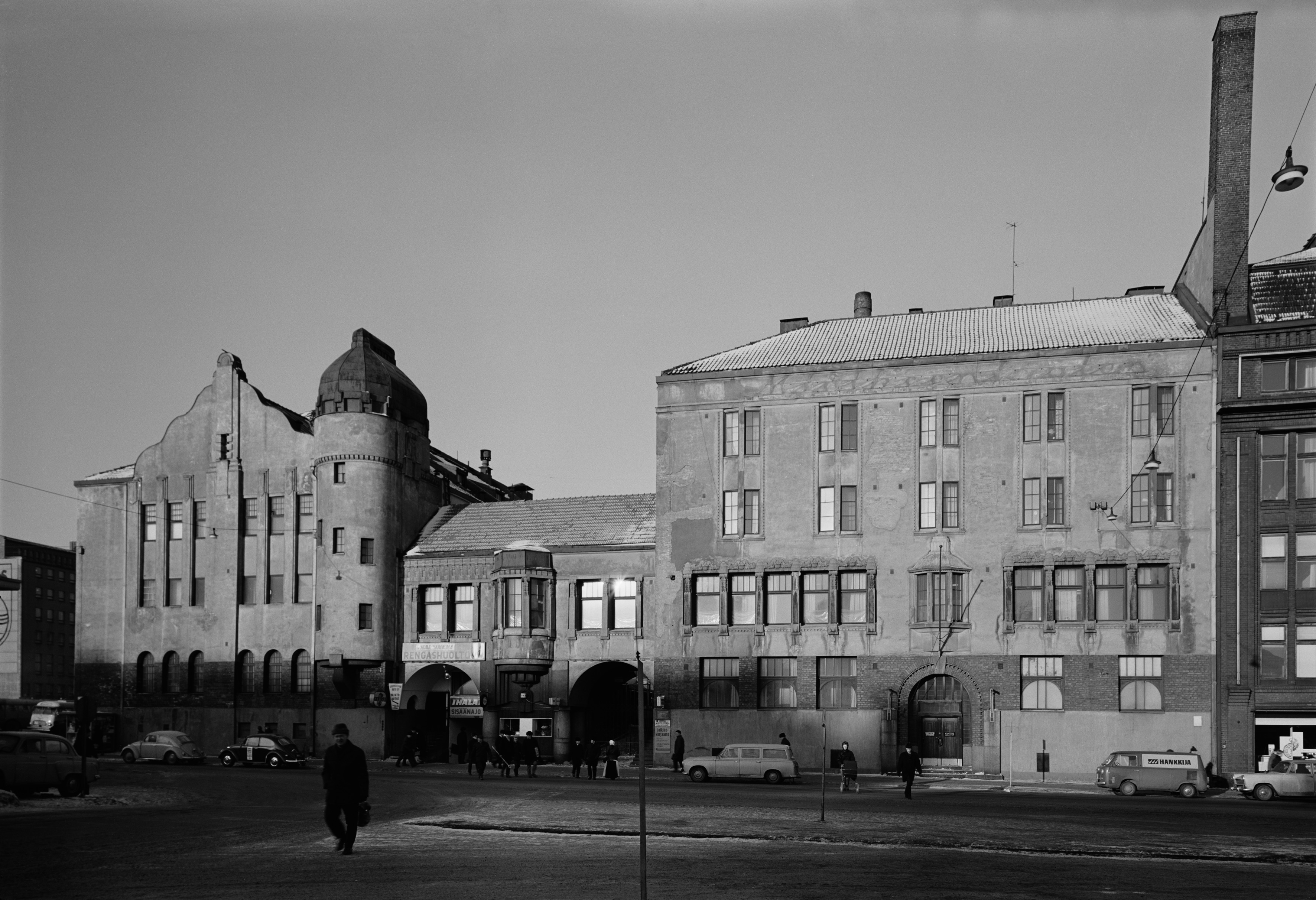
Jordbrukarnas mjölkcentrals byggnadskomplex i Kampen, 1967–1968

Hemholmen Ab (finska: Kotisaari Oy) var ett finländskt företag i livsmedelsbranschen, med Helsingfors som hemort. Företaget grundades 1907 i Helsingfors som Jordbrukarnas mjölkcentral Ab (finska: Maanviljelijäin maitokeskus Oy).
Hemholmens ursprungliga mejeriverksamhet utvidgades med andra livsmedelsprodukter. Glasstillverkning inleddes 1936, yoghurtproduktion och bageriverksamhet senare. Företaget skapade ett eget omfattande butiksnät. år 1976 byttes namnet till Hemholmen Ab. 1988 fusionerades Hemholmen med Oy Hj. Ingman Ab till Hemholmen-Ingman Ab.
Jordbrukarnas mjölkcentral hade först mejeri och huvukontor i Kampen i Helsingfors. Åren 1962–1964 flyttade verksamheten till tidigare bryggerilokaler på Tavastvägen 111 (numera Arabia köpcentrum. År 1991 flyttade Hemholmen-Ingman Ab till Söderkulla i Sibbo.
Detta företag köptes 2007 av Arla Foods, och namnändrades först till Arla Ingman och därefter till Arla Oy.